# Canal 13 (Argentyna)
Kanał 13 z Buenos Aires (Canal 13 de Buenos Aires) – argentyńska stacja telewizyjna założona w 1960 roku przez Proartel SA. Ma swoją siedzibę w Buenos Aires. Pol-ka Producioness produkuje dla Canal 13 seriale już od 1994 roku.

## Telenowele
- Jesteś moim życiem – Sos mi vida, 2006-2007.
- Violetta, 2012
- Solamente Vos, 2013-2014